# Яремчук, Назарий Назарович
Наза́рий Наза́риевич Яремчу́к (укр. Наза́рій Наза́рович Яремчу́к; 30 ноября 1951, Вижница, Черновицкая область — 30 июня 1995, Черновцы) — советский и украинский певец (тенор), Народный артист УССР (1987). Герой Украины (2021, посмертно). Отец певца и композитора Назария Яремчука-младшего и певца Дмитрия Яремчука, а также певицы Марии Яремчук.
Известен, прежде всего, исполнением украинских песен «Незрівняний світ краси», «Чуєш, мамо», «Якщо мине любов», «Зачаруй», «А матіоли цвіт», Червона рута, Водограй, «Смерекова хата», «Стожари», «Гай, зелений гай», «Родина», «Я піду в далекі гори», «Пісня буде поміж нас», «Писанка», «Гей ви, козаченьки», «Я ще не все тобі сказав», «Батько і мати» и многих других. Кроме того, снялся в музыкальном фильме «Червона рута», выступал в ансамбле «Смеричка» под управлением Льва Дутковского.

## Семья
Назарий Яремчук родился 30 ноября 1951 года в селе Ривня (ныне — юго-западная окраина Вижницы), Вижницкого района, Черновицкой области, Украинской ССР в украинской крестьянской семье Назария и Марии Яремчук. Имел братьев Степана, Богдана и сестру Катерину. Своего четвёртого ребёнка родители назвали Назарием (это имя означает «посвященный Богу»). Он родился, когда отцу было уже 64 года. Семья была музыкальной: у отца был тенор, он пел в церковном хоре, мать, кроме пения, играла на мандолине и выступала в местном народном театре. Ещё маленьким мальчиком Назарий тоже начал петь.

## Образование
1 сентября 1959 года Яремчук пошёл в школу в родном селе. Когда ему было двенадцать лет, умер отец. Мать отдала сына в Выжницкую школу-интернат. К обучению относился добросовестно, занимался в кружках, пел в хоре. После окончания восьми классов в школе-интернате продолжил обучение в Вижницкий средней школе № 1, которую окончил в 1969 году.
После окончания школы Яремчук подал документы в Черновицкий университет на географический факультет, но не прошёл по конкурсу. Работал в отряде сейсмологов Западноукраинской геологоразведочной партии. По направлению военкомата обучался в автошколе на курсах водителей автомобиля. В 1970 году, со второй попытки, будучи уже солистом «Смерички», поступил в Черновицкий университет на географический факультет. С 1973 года обучался на заочном отделении, работая в областной филармонии. В 1975 году окончил учёбу в университете, защитил диплом. Почти год работал на кафедре экономической географии — лаборантом, старшим инженером. По совету Льва Дутковского вернулся в филармонию.
В 1988 году окончил факультет сценической режиссуры Киевского государственного института культуры имени Карпенко-Карого.

## Творчество
В школьные годы, после уроков, Яремчук оставался послушать репетиции ВИА «Смеричка» Вижницкого дома культуры, которым руководил Лев Дутковский. Руководитель ансамбля заметил постоянного посетителя и предложил спеть песню на выбор. Это была песня Игоря Поклада «Любимая». Голос понравился руководителю, и с осени 1969 года Яремчук начал петь в «Смеричке».
Знакомство с молодым буковинским композитором, студентом мединститута Владимиром Ивасюком сыграло большую роль в жизни Яремчука. Он исполнял «Червону руту» и другие песни молодого автора. Летом 1971 года Яремчук принял участие в съёмках музыкального фильма «Червона рута» с песнями Л. Дутковского: «Несравненный мир красоты» и «Если пройдёт любовь». Этот фильм сделал Яремчука и Василия Зинкевича народными любимцами. После съёмок в фильме умерла мать Назария, Мария Дариевна.
Первое художественное признание принесли песни Червона рута и «Водограй» Владимира Ивасюка, «Горянка» и «Несравненный мир красоты» Льва Дутковского. За исполнение этих произведений ансамбль «Смеричка» и его солисты Назарий Яремчук и Василий Зинкевич были удостоены звания лауреатов Всесоюзного конкурса «Алло, мы ищем таланты!», а также фестиваля «Песня-71» и «Песня-72».
В 1973 году ансамбль «Смеричка» Л. Дутковского был приглашён на профессиональную сцену в Черновцы. С этого времени Яремчук перевёлся на заочную форму обучения в университете. В филармонии выступал в концертных залах, давая по два, три концерта в день.
В 1975 году дуэт Зинкевич-Яремчук распался. Зинкевич переехал в Луцк и стал солистом ансамбля «Свитязь», Яремчук остался в «Смеричке».
В 1978 году Яремчуку было присвоено звание заслуженного артиста УССР.
В восьмидесятых годах Яремчук был романтическим певцом (песнz «Запроси мене у сни свої»). Первый диск Яремчука «Незрівнянний світ краси» назван по песне Л. Дутковского (1980), также назван и документальный фильм 2024 года.
В 1981 году ансамбль «Смеричка» выступал на международном конкурсе «Братиславская лира». Солист Яремчук стал его дипломантом. В 1982 в составе «Смерички» — лауреат республиканской премии им. Николая Островского. В 1984 году был удостоен звания лауреата Всесоюзного смотра-конкурса тематических программ к 40-летию победы в войне 1941—1945 гг., в 1985 — дипломант XII Всемирного фестиваля молодёжи и студентов в Москве. После того, как в 1982 году Дутковский покинул «Смеричку», Яремчук стал художественным руководителем ансамбля.
Во время Афганской войны несколько раз ездил в Афганистан и выступал перед советскими солдатами.
После Чернобыльской катастрофы в 1986 году трижды побывал в 30-километровой зоне отчуждения, где выступал перед ликвидаторами аварии.
В 1987 году Яремчуку было присвоено звание народного артиста Украинской ССР. Был награждён также орденом Дружбы народов.
Совершил гастрольные поездки по всем республикам Советского Союза и стран зарубежья, неоднократно был участником многих песенных фестивалей.
В 1991—1993 годах ездил с концертами в Канаду, США, Бразилию. Песню «Лелека з України» Яремчук посвятил украинским эмигрантам.

## Личная жизнь
В 1972 году композитор Лев Дутковский познакомил Яремчука с его первой будущей женой Еленой Шевченко, которая была приглашена солисткой в ВИА «Смеричка».
1 января 1975 года Яремчук и Шевченко поженились. Гражданский брак был зарегистрирован в с. Пилипец Межгорского района Закарпатской области, Украина, где жили родители Елены Шевченко. 19 февраля 1976 родился первый сын Дмитрий, 23 марта 1977 родился второй сын Назарий-младший. В браке до 1990 года. Шевченко вышла замуж во второй раз и переехала в Киев, а Яремчук остался в Черновцах.
Вторую жену, Дарью, Яремчук встретил в селе Тюдов. Они жили рядом, но лично знакомы не были. Когда встретились, Яремчук был разведён, а Дарья четыре года воспитывала дочь после смерти мужа. Свадьба состоялась 2 февраля 1991 года. Венчание прошло в церкви Иоанна Крестителя в городе Косов.
2 марта 1993 у Яремчука родилась дочь, которую назвали в честь его матери Марией. Она тоже стала певицей и представляла Украину на песенном конкурсе «Евровидение-2014» в Копенгагене.

## Последние годы жизни
В 1995 году у Яремчука был обнаружен рак. Операция в Канаде была сделана слишком поздно, и не помогла. Тяжело больной Яремчук продолжал выступать.
30 июня 1995 года после длительной болезни Яремчук умер в Черновцах на 44-м году жизни. Похоронен на Центральном кладбище Черновцов.
В марте 1996 года Указом президента Украины Назарию Яремчуку посмертно присуждена Государственная премия Украины им. Т. Г. Шевченко.
Назарию Яремчуку посвящена песня народного артиста Украины Степана Гиги «В райском саду» (другое название этой песни — «Яворина»).

## Награды и премии
- заслуженный артист УССР (1978)
- народный артист УССР (1987)
- Республиканская премия УССР имени Н. А. Островского (1982)
- Национальная премия Украины имени Тараса Шевченко (1996 — посмертно) — за концертную деятельность 1973—1995 годов
- Орден Дружбы народов (1987).
- Звание Герой Украины с удостоверением ордена Государства (22 августа 2021 г., посмертно) — за выдающиеся личные заслуги перед Украинским государством в развитии музыкальной культуры, формировании национальной идентичности, многолетнюю плодотворную творческую деятельность и высокое исполнительское мастерство.

## Отражение в культуре
- документальный фильм «Яремчук: Несравненный мир красоты» (2024)[4]